# مقاطعة أوجي
أوجي هـي أحد مقاطعات أنغولا وتقع في الشمال، يقدر عدد سكانها بحوالي 1.4 مليون نسمة وتتربع على مساحة قدرها 58,698 كم2 وعاصمتها هـي المدينة أوجي.

## الموقع الجغرافي
تقع مقاطعة أوجي في أقصى شمال أنغولا وتحدهـا من الشمال والشرق جمهورية الكونغو الديموقراطية ومن الغرب مقاطعتي بنغو وزائير ومن الجنوب مقاطعتي كوانزا نورت ومالانجي.

## المحافظات
نقسم مقاطعة أوجي إلى 16 محافظة هي:
| - أمبويلا - بيمبي - بوينغاس - بونغو - كانغولا - دامبا - ماكيلا دو زومبو - موكابا | - نيغاج - بوري - كويمبلي - كوتكسي - سانتا كروز - سانتا بومبو - سونجو - أوجي |

## البلديات
وتنقسـم إلى 49 بلدية هـي:
|  |

## روابط خارجية
- الموقـع الرسمـي[وصلة مكسورة]
- معلومات عـن المقاطعة في موقع إينفـو أنغولا